# Grünstirn-Schmuckkolibri
Der Grünstirn-Schmuckkolibri (Heliothryx auritus, seltener Heliothryx aurita), auch als Schwarzohr-Schmuckkolibri, Schwarzohrelfe oder Blumenküsser bezeichnet, ist eine Vogelart aus der Familie der Kolibris (Trochilidae), die in Kolumbien, Venezuela, Guyana, Suriname, Französisch-Guayana, Brasilien, Ecuador, Peru und Bolivien vorkommt. Der Bestand wird von der IUCN als „nicht gefährdet“ (least concern) eingeschätzt.

## Merkmale
Der Grünstirn-Schmuckkolibri erreicht eine Körperlänge von etwa 10,5 bis 13,7 cm bei einem Gewicht von 4,0 bis 6,3 g. Das Männchen hat einen kurzen, geraden, scharfspitzigen schwarzen Schnabel. Der Oberkopf glitzert grün. Unter dem Auge hat es einen schwarzen Strich, die Ohrdecken glitzern violett. Der Rest der Oberseite schimmert grün, die Unterseite ist weiß. Beim abgerundeten Schwanz sind die äußeren drei Steuerfedern weiß, die zwei zentralen dunkel blau. Das Weibchen ähnelt dem Männchen, doch fehlen die glitzernden violetten Ohrdecken. Kehle und Brust weisen graue Flecken auf. Der Schwanz ist etwas länger als beim Männchen. Die äußeren Steuerfedern sind weiß mit einem schwarzen Band an der Basis der Federn. Jungvögel ähneln den Weibchen, doch haben die Kopf- und Nackenfedern zimtfarbene Fransen.

## Verhalten und Ernährung
Der Grünstirn-Schmuckkolibri bezieht seinen Nektar von blühendem Gestrüpp, Ranken, Kakteen, Epiphyten z. B. von Arten aus der Familie der Rötegewächse, der Rautengewächse,  der Ingwergewächse, der Passionsblumengewächse und der Hülsenfrüchtler. An seinen Nektar kommt er auch, indem er Blüten anpikst. Insekten jagt er im Flug. In Terra-Firme-Wäldern sucht er in allen Straten nach Nahrung: vom Unterholz bis in die Baumkronen sowie bis ins Innere von Wäldern.

## Fortpflanzung
Nester des Grünstirn-Schmuckkolibris sind das ganze Jahr über zu finden, doch scheint es die meisten zwischen Juli und März zu geben. So wurde er bei Manaus beim Nestbau im Juli und mit Nestlingen von August bis September beobachtet. Im Osten Brasiliens, dem Verbreitungsgebiet von H. a. auriculatus, scheint die Brutsaison von Oktober bis März zu dauern. Das Nest ist ein flauschiger Kelch, der an vertikalen Verzweigungen angebracht wird. Es kann sich in Höhen zwischen 3 und 30 Metern über dem Boden befinden. Die Nester sind ca. 40 mm hoch. Der Außenradius beträgt ca. 55 mm, der Innenradius ca. 35 mm. Die ca. 0,7 g schweren Eier sind ca. 16 × 10 mm groß. Die Brutdauer beträgt 15 bis 16 Tage, die Bebrütung erfolgt ausschließlich durch das Weibchen. Die Küken sind schwarz mit schwachen gräulichen Rückenstreifen. Nach 23 bis 26 Tagen werden die Nestlinge flügge. Vermutlich ist eine Strategie gegen Nesträuber, dass das Weibchen während des Nestbaus und der Brutzeit beim Verlassen des Nests ein totes Blatt imitiert, das auf den Boden fällt. Das Weibchen stoppt dann das Heruntergleiten im Unterholz ca. 2 Meter über dem Boden. Die allererste Brut erfolgt im zweiten Lebensjahr des Grünstirn-Schmuckkolibris.

## Lautäußerungen
Der Grünstirn-Schmuckkolibri gibt helle tsit- und reichhaltigere tschip-Laute von sich, die er in Intervallen wiederholt.

## Verbreitung und Lebensraum

Verbreitungsgebiet des Grünstirn-Schmuckkolibris

Der Grünstirn-Schmuckkolibri bevorzugt feuchte Tieflandwälder, Waldränder und Sekundärvegetation in Höhenlagen bis 800 Meter. Am häufigsten ist er aber in Höhenlagen bis 400 Meter anzutreffen.

## Migration
Der Grünstirn-Schmuckkolibri gilt als Standvogel. Unregelmäßige Berichte von Vorkommen im Süden Brasiliens könnten aber auf Wanderbewegungen hindeuten.

## Unterarten
Es sind drei Unterarten bekannt:
- Heliothryx auritus auritus (Gmelin, JF, 1788)[3] – die Nominatform kommt im Südosten Kolumbiens und dem Osten Ecuadors über Venezuela und die Guyanas bis in das nördliche Brasilien vor.
- Heliothryx auritus phainolaemus Gould, 1855[4] ist im nördlichen zentralen Brasilien südlich des Amazonas verbreitet. Das Männchen dieser Unterart hat ein grünes Kinn und eine grüne Kehle. Das Weibchen ist makellos weiß auf der Unterseite.[1]
- Heliothryx auritus auriculatus (Nordmann, 1835)[5] kommt im Osten Perus bis ins zentrale Bolivien und im zentralen und östlichen Brasilien vor. Das Männchen dieser Subspezies hat ein grünes Kinn und grüne Seiten an der Kehle.[1]

## Etymologie und Forschungsgeschichte
Die Erstbeschreibung des Grünstirn-Schmuckkolibris erfolgte 1788 durch Johann Friedrich Gmelin unter dem wissenschaftlichen Namen Trochilus auritus. Das Typusexemplar stammte aus der Gegend um Cayenne. Erst 1831 führte Friedrich Boie die Gattung Heliothryx für mehrere Kolibriarten u. a. den Grünstirn-Schmuckkolibri ein. Dieser Name leitet sich von den griechischen Wörtern ἥλιος hēlios für „Sonne“ und θρίξ, τρῐχός thríx, trichós für „Haar“ ab. Der Artname auritus leitet sich vom lateinischen auris für „Ohr“ ab. Auriculatus hat dieselbe Abstammung und bedeutet „ohrig, Ohren/Öhrchen habend“. Phainolaemus ist ein griechisches Wortgebilde aus φαεινός, φαίνω phaeinós, phaínō für „brillant, scheinend, scheinen“ und λαιμός laimós für „Kehle“.